# Gabriele Kett-Straub
Gabriele Kett-Straub (* 1964) ist eine deutsche Rechtswissenschaftlerin.

## Leben
Gabriele Kett-Straub volontierte zwei Jahre bei der Tageszeitung Nürnberger Nachrichten (mit Ausbildungsabschnitten an der Deutschen Journalistenschule in München und im Journalistenzentrum Haus Busch in Hagen). Daran studierte sie Rechtswissenschaften an der Friedrich-Alexander-Universität Erlangen-Nürnberg, dort legte sie 1991 ihr erstes juristisches Staatsexamen ab, und war dann Rechtsreferendarin beim Oberlandesgericht Nürnberg mit Wahlpraktikum in Südafrika. 1994 folgte das zweite juristische Staatsexamen.
Kett-Straub war wissenschaftliche Assistentin am Institut für Strafrecht, Strafprozessrecht und Kriminologie in Erlangen an dem Lehrstuhl von Karl Heinz Gössel, später Volker Erb. Nach der Promotion 2002 war sie wissenschaftliche Mitarbeiterin am Lehrstuhl für Strafrecht und Kriminologie von Franz Streng. Nach der Habilitation 2010 (Lehrbefugnis: Strafrecht, Strafprozessrecht, Sanktionenrecht und Kriminologie) wurde sie 2015 außerplanmäßige Professorin in Erlangen.

## Schriften (Auswahl)
- Die Pflichten minderjähriger Zeugen in der Hauptverhandlung des Strafverfahrens. Berlin 2003, ISBN 3-428-11131-1.
- Die lebenslange Freiheitsstrafe. Legitimation, Praxis, Strafrestaussetzung und besondere Schwere der Schuld. Tübingen 2011, ISBN 978-3-16-150741-0. Rezension
- mit Franz Streng: Strafvollzugsrecht. München 2016, ISBN 3-406-69171-4. Rezension
- mit Hans Kudlich: Sanktionenrecht. München 2021, ISBN 978-3-406-77044-9.